# San Rocco al Porto
San Rocco al Porto (lombardul: San Ròch) település Olaszországban, Lombardia régióban, Lodi megyében. Lakosainak száma 3345 fő (2023. január 1.). San Rocco al Porto Fombio, Piacenza, Santo Stefano Lodigiano, Guardamiglio és Calendasco községekkel határos.

## Népesség
A település lakossága az elmúlt években az alábbi módon változott:
| Lakosok száma | 3528 | 3513 | 3345 |
|               | 2017 | 2018 | 2023 |

## Híres San Rocco al Portóiak
- Domenico Mezzadri (1867–1936), Chioggia püspöke (1920–1936)